# Prima guerra di successione giavanese
La prima guerra di successione giavanese fu una lotta tra il sultano Amangkurat III di Mataram e la Compagnia olandese delle Indie orientali che supportava le pretese dello zio del sultano, Pangeran Puger, al trono locale.
Amangkurat II era morto nel 1703 ed era stato succeduto poco dopo da suo figlio, Amangkurat III. Gli olandesi credettero di aver trovato un miglior partner in suo zio Pangeran Puger. Le tensioni iniziarono a crescere quando Amangkurat venne accusato di dare rifugio al ribelle Surapati. Pangeran Puger accusò Amangkurat prima che gli olandesi pianificassero una rivolta ad est di Giava. A differenza di Pangeran Puger, Amangkurat III aveva legami col regnante di Surabaya, Jangrana II, tramite Amangkurat II fatto che portava credibilità alle illazioni sulla sua cooperazione con il potente Surapati di Pasuruan. Il panembahan Cakraningrat II di Madura, il più fedele degli alleati della Compagnia olandese delle Indie orientali, persuase gli olandesi a supportare Pangeran Puger. Pangeran Puger prese il titolo di Pakubuwana I alla sua ascesa nel giugno del 1704.
Con gli olandesi, Pakubuwono sconfisse Amangkurat che si portò ad est e ricevette i rifugiati da Surapati. La guerra perdurò per cinque anni prima che gli olandesi riuscissero ad installare Pakubuwana. Nell'agosto del 1705, l'esercito di Pakubuwono I e le forze olandesi catturarono Kartasura senza resistenza alcuna da parte di Amangkurat III, le cui forze iniziarono a decrescere pericolosamente quando il nemico raggiunse Ungaran. Le forze di Surapati a Bangil, presso Pasuruan, vennero sconfitte dall'alleanza della Compagnia olandese delle Indie orientali a Madura nel 1706.
Jangrana II, che si schierò con Amangkurat III ma non aveva prestato poi aiuto nella conquista di Bangil, venne chiamato a presentarsi presso Pakubuwana I ed ivi assassinato per volere della compagnia olandese in quello stesso anno. Amangkurat III fuggì a Malang coi discendenti di Surapati e le forze rimanenti ma Malang era terra di nessuno e non offriva certo gloria ad un re. Quando pure altre operazioni militari a Giava nel 1706–1708 non ebbero il successo sperato in termini militari, il re ormai decaduto si arrese nel 1708 dopo che gli venne promessa una casa e della terra, ma venne bandito a Ceylon assieme alle sue mogli ed ai suoi figli.